# Jan Rozdrażewski Nowomiejski
Jan Rozdrażewski Nowomiejski herbu Doliwa (zm. w 1609 w Nowym Mieście nad Wartą) – prezbiter, nominowany na włocławskiego biskupa pomocniczego.

## Życiorys
Wnuk kasztelana rogozińskiego Hieronima, z linii rodziny Rodrażewskich z Nowego Miasta nad Wartą, syn prawdopodobnie Jana i Anny Zarembianki ze Sławska.
Jakkolwiek istnieje wątpliwość, czy to on zapisany był 1557 na uniwersytet we Frankfurcie nad Odrą jako "Jan Rozdrażewski", czy też był to jego kuzyn, przyszły podkomorzy i kasztelan poznański, to istnieje wysokie prawdopodobieństwo graniczące z pewnością, że w czerwcu 1559 trafił na uczelnię w Tybindze, a krótko potem (jeszcze w tym samym roku) na uniwersytet w Bazylei, gdzie zapisany został jako "Rozdrażewski Nowomiejski".
Od około 1576 zabiegał – bezskutecznie – u swego kuzyna Hieronima, wówczas prepozyta płockiego a przyszłego biskupa kujawskiego, o dzierżawę dóbr w Sieluniu na Mazowszu, będących wówczas we władaniu prepozytury płockiej.  Dwa lata później jednak zdecydował się na budowanie kariery duchownej, w czym obiecał pomóc mu kuzyn Hieronim, stawiając jednak 8 sierpnia 1578, że Jan przestanie używać nazwiska "Nowomiejski", w zamian stosując "Rozdrażewski".
Jakkolwiek początkowo nie udało się Hieronimowi uzyskać pomocy w sprawie swego kuzyna ani u marszałka koronnego Andrzeja Opalińskiego, ani u poznańskiego biskupa Łukasza Kościeleckiego, to jednak po paru latach, kiedy Hieronim został biskupem włocławskim udało mu się umieścić Jana na wakującym po śmierci Macieja Wielickiego stanowisku biskupa pomocniczego we Włocławku. Nominacja nastąpiła 26 grudnia 1585, a dalsze wydarzenia potoczyły się w bardzo szybkim tempie: 7 lutego 1586 Jan Rozdrażewski przyjęty został do kapituły, 24 marca wysłano do papieża Sykstusa V wniosek o prekonizowanie Jana Rozdrażewskiego i zatwierdzenie jego funkcji, 10 kwietnia Jan złożył wyznanie wiary i przysięgę kanonicką, a 31 maja otrzymał święcenia kapłańskie (nota bene – z rąk kuzyna, biskupa Hieronima). Na potwierdzenie z Rzymu czekać jednak trzeba było długo: papieska bulla prekonizacyjna wystawiona została 28 lutego 1587, a dostarczona do Włocławka została jeszcze ze znaczną dalszą zwłoką.
Pomimo to Jan już od 1586 korzystał z dóbr przypisanych włocławskiej sufraganii (m.in. Lubomin i Iżyce, należące do kanonikatu kruszwickiego) i tytułował się sufraganem. Po kilku latach doszło do konfliktu pomiędzy nim a biskupem Hieronimem. Jan Rozdrażewski odmawiał przyjęcia święceń biskupich i przyjęcia na siebie części obowiązków w diecezji, toteż Hieronim zażądał odeń zwrotu dóbr związanych z sufraganią i wytoczył mu w 1593 proces w tej sprawie. Jan starał się o poparcie w tym sporze u szlachty wielkopolskiej, w tym także – z powodzeniem – u innego swego kuzyna Jana Rozdrażewskiego (kasztelana poznańskiego, skądinąd protestanta). Spór trwał cztery lata, wreszcie doszło do ugody przypieczętowanej 1 czerwca 1597 listem Hieronima do papieża Klemensa VIII, w którym prosił on o potwierdzenie nowego kandydata na stanowisko "zwolnione dobrowolnie" – jak wynika z listu – przez Jana Rozdrażewskiego.
Majątek zdołał zgromadzić dość znaczny; oprócz mniejszych lub większych kwot na utrzymanie lub rozbudowę różnych instytucji i budowli (np. 150 złp rocznie dla dominikanów poznańskich; fundacja na dobudowanie kaplicy św. Anny w kościele św. Trójcy w Nowym mieście nad Wartą) przeznaczył w 1609, krótko przed śmiercią, bardzo poważne kwoty dla Collegium Lubranscianum w Poznaniu: 3 tysiące złotych na remont budynku i 25 tysięcy na utrzymanie sześciu profesorów i trzydziestu studentów. Dominikanie poznańscy dostli w tym samym czasie 6000 złp i złoty kielich.